# De suikerslaven
De suikerslaven is een stripverhaal uit de reeks van Suske en Wiske dat werd uitgegeven in 2012.

## Personages
In dit verhaal spelen de volgende personages mee:
- Suske, Wiske met Schanulleke, tante Sidonia, professor Barabas, groenteboer, Lolly-bot, vrouw, koning Caramel, Suchardianen (gemaakt van snoepgoed), soldaten, Dirk Drop, Kari Yes (zwarte tovenaar), Diabetes (suikerspin), kerstman en kerstmeisjes, Zoetekauw (reusachtige kauw), tandenfee.

## Locaties
Dit verhaal speelt zich af op de volgende locaties:
- België, huis van tante Sidonia, groentezaak, Suchardia, Peperkoek city, Kandij-gebergte met de snoepfabriek, Rietsuiker-woestijn, Candy Bar.

## Het verhaal
Tante Sidonia betrapt Wiske als ze snoep uit het kastje wil pakken, ze verbiedt de kinderen nog langer te snoepen. De kinderen worden om een boodschap gestuurd en Wiske wil snoepen, maar Suske houdt haar tegen. Er is een nieuwe snoepautomaat in de winkel verschenen en als de kinderen weggaan, verdwijnt de automaat ook. Onderweg ziet Wiske op verschillende plekken een snoepautomaat en op een gegeven moment neemt ze een lolly aan. Ook Suske neemt een lolly aan en als de kinderen thuiskomen, worden ze zonder eten op bed gestuurd. 's Nachts veranderen de kinderen en tante Sidonia belt professor Barabas. Suske verandert in een Belgische kwaliteitsbonbon en Wiske in gesuikerde gelatine. De volgende ochtend komt de Lolly-bot in een vliegend voertuig bij het huis en de kinderen gaan mee als hij belooft dat ze weer normaal worden gemaakt in een fabriek. 
Er zijn veel kinderen die in snoepgoed zijn veranderd en ze vliegen naar Suchardia, het land van snoepgoed. Alle inwoners werken in een snoepfabriek en de fabriek heeft belangrijke klanten zoals Sinterklaas en de paashaas. Als de kinderen uit het vliegtuig stappen, blijken ze als slaven in de fabriek te moeten werken. Ongehoorzame kinderen worden in de geiser gegooid. De snoepkinderen smelten dan meteen. Suske en Wiske horen van Dirk dat Suchardia ooit welvarend was. De Spekkelin vloog in een spinnenweb toen ze een bestelling wilden bezorgen. Diabetes de suikerspin heeft zijn grot verlaten na eeuwen van verbanning en de Spekkelin wordt zwaar beschadigd teruggevonden. De koning zocht hulp bij Kari Yes, de enige die met de spin kan praten, en hoort dat de spin al het snoepgoed wil, anders zal het dier het land vernietigen. De fabriek levert veel snoepgoed voor de spin en 's nachts vliegt Kari Yes met een volgeladen Spekkelin naar de berg. 
Na het werk worden de kinderen naar een slaapvertrek gebracht en een nachtploeg wordt gehaald. Suske en Wiske blijven achter in de fabriek en rennen naar het plein. Ze klimmen aan boord van de Spekkelin en vliegen naar de berg. De spin zit in een grot en krijgt veel snoep, maar de Spekkelin is nog lang niet leeg. Suske en Wiske zien hoe de kerstman een bestelling krijgt en afrekent voor een lagere prijs dan normaal. De kinderen vliegen weg met de Spekkelin en laten Kari Yes achter. De kerstman pakt zijn geld terug nu zijn bestelling niet geleverd wordt en vliegt ook weg. Dan laat Kari Yes Zoetekauw los en deze valt de Spekkelin aan. De kinderen vallen naar beneden, maar landen op een reusachtige berliner bol en overleven de val. Ze horen dat de berliner bol naar de koning wordt gebracht en ze verstoppen zich in de bol. De kinderen vertellen de koning over het bedrog van Kari Yes en als hij binnen komt, laat de koning hem arresteren. De soldaten zijn echter bang en Kari Yes heeft een blaaspijp gevuld met magisch mierzoet. 
Een soldaat wordt opgegeten door het magisch mierzoet en ook Suske wordt bijna geraakt, maar Wiske kan hem net op tijd redden. De koning vertelt dat alleen de tandenfee sterker is dan Kari Yes. Wiske probeert een tand uit haar mond te krijgen, maar dat mislukt. Suske vraagt dan om vampiertanden en krijgt een doos, waarna Wiske tanden onder haar kussen verstopt. Dan valt de spin aan en de koning laat zijn soldaten het land verdedigen. Suske rent naar de snoepfabriek en Wiske doet alsof ze slaapt, zodat de tandenfee verschijnt. Als Suske aankomt, willen soldaten hem in de geiser gooien. Dan nadert de spin en Suske besluit hem met behulp van de geiser te doden. De koning rent voor de spin uit en lokt hem naar de snoepfabriek. Suske laat een grote taart op de rand van de geiser zetten. De tandenfee ontdekt dat de tanden onder het kussen van Wiske van snoepgoed zijn en Wiske legt uit waarom ze de tandenfee heeft gelokt. Ze willen helpen, maar dan blijkt de tandenfee bang voor spinnen te zijn. De Lolly-bot voorkomt dat de taart in de geiser wordt gegooid, maar Suske gooit hem dan in het water. 
Er volgt een ontploffing en een enorme straal water spuit omhoog. Het warme water komt op de suikerspin terecht en deze smelt. Kari Yes pakt dan zijn blaaspijp, maar Suske zorgt ervoor dat hij het mierzoet inademt. Kari Yes wordt één met het mierzoet en wil Suske opeten, maar de tandenfee komt dan te hulp. Met mondwater bestrijdt ze het mierzoet en met flossdraad pakt ze Kari Yes en verbant hem opnieuw naar de woestijn. De koning is blij en alle kinderen worden weer normaal gemaakt. Suske en Wiske krijgen hun gewicht in snoepgoed mee, maar de tandenfee vraagt of ze haar goldendelicious-straal zal gebruiken en Wiske laat dit toe. Wiske wordt thuis wakker en vraagt zich af of ze alles heeft gedroomd. Dan wordt er aangebeld en een kist wordt afgeleverd, het is de beloning van de koning. De kist blijkt vol te zitten met appels en Wiske verstopt een kunstgebit onder haar kussen, ze wil met de tandenfee praten. Die vliegt samen met de koning boven het huis van tante Sidonia.